# Macon (Mississippi)
Macon ist eine Stadt in Mississippi in den Vereinigten Staaten und der County Seat des Noxubee County. Das U.S. Census Bureau hat bei der Volkszählung 2020 eine Einwohnerzahl von 2.582 ermittelt.

## Geschichte
Die Stadt wurde am 10. August 1835 zu Ehren von Nathaniel Macon, einem Staatsmann aus North Carolina, in Macon umbenannt. Die Stadt diente während des Sezessionskriegs ab 1863 als Hauptstadt für den Bundesstaat Mississippi.

## Demografie
Nach der Schätzung von 2019 leben in Macon 2421 Menschen. Die Bevölkerung teilte sich im selben Jahr auf in 20,8 % Weiße und 77,8 % Afroamerikaner. Hispanics oder Latinos machten 1,6 % der Bevölkerung aus. Das mittlere Haushaltseinkommen lag bei 27.172 US-Dollar und die Armutsquote bei 45,2 %.

## Persönlichkeiten
- Chapman L. Anderson (1845–1924), Politiker
- Margaret Murray Washington (1861–1925), Aktivistin
- Eddy Clearwater (1935–2018), Bluesmusiker
- Carey Bell (1936–2007), Bluesmusiker